# Talazoparib
Talazoparib, comercializado sob a marca Talzenna, é um inibidor PARP para o tratamento de cancro da mama avançado ou metastático com mutações germinativas do genes BRCA1/2.